# Форт Рікасолі
Форт Рікасолі (мальт. Forti Rikażli) — бастіонний форт у Калкарі, Мальта, який був побудований госпітальєрами між 1670 і 1698 роками. Форт займає мис Шибеницю, і північний берег затоки Рінелли, керує входом у Велику гавань разом із фортом Святого Ельма. Це найбільший форт на Мальті, який з 1998 року входить до попереднього списку об'єктів Всесвітньої спадщини ЮНЕСКО як частина Лицарських укріплень навколо портів Мальти.
Форт Рікасолі використовувався під час французького вторгнення на Мальту в 1798 році та наступного мальтійського повстання, після чого він опинився в руках британців. Рікасолі був місцем заколоту Фробберга в 1807 році, і він також використовувався як військовий шпиталь у XIX столітті. Його використовували під час Другої світової війни, частина форту була знищена повітряним бомбардуванням. Після того, як його вивели з експлуатації в 1960-х роках, форт використовувався в промислових цілях. Сьогодні форт залишається здебільшого у початковому, але напівзруйнованому стані, і його використовують як місце для зйомок а також для очищення танків.

## Панування госпітальєрів

### До побудови форту
Форт Рікасолі стоїть на східному півострові на східній стороні Великої гавані. Спочатку мис називали Рінелла-Пойнт або Пунта-Соттіле (мальт. Ponta Irqiqa). У 1531 році два лідери повстання рабів і десять інших учасників, які відіграли помітну роль, були піддані тортурам, а потім повішені на півострові, після чого мис почали називати Шибеницею, Gallows' Point (мальтійською Ponta tal-Forka). Під час Великої облоги Мальти в 1565 році османи побудували на півострові артилерійську батарею, щоб бомбардувати форт Святого Ельма.

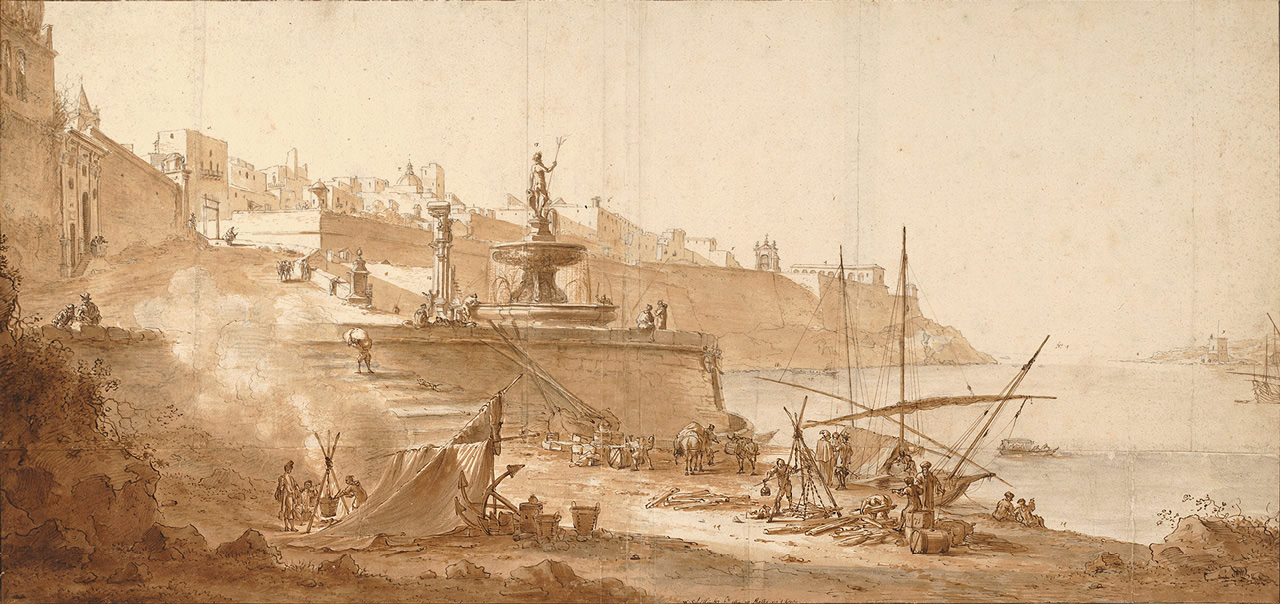
Ескіз Великої гавані з вежею Орсі та батареєю праворуч, 1664 рік, Віллем Шеллінкс

Невелика напівкругла батарея, яка була відома як батарея Сан-Петроніо, а пізніше як батарея Орсі, була побудована на мисі Шибениця в 1602 році. 18 січня 1629 року італійський лицар Алессандро Орсі профінансував будівництво вежі біля батареї. Офіційно вона називалася Торре-Сан-Петроніо, але місцеві жителі її зазвичай називали Вежою Орсі або Торрі Тефтеф. Назва Сан-Петроніо була обрана під час правління гросмейстера де Паоли, а назва dell'Orso стала дуже популярною після реконструкції самої батареї. В історичних документах вона також була відома як Torre De Falcha (Вежа Шибениці). Ззовні вона була оштукатурена і пофарбована жовтою вохрою. Вежу спроектував Бартоломео Ганга. Після цього півострів стали називати Пунта-дель-Орсо.
Вежа була побудована, щоб запобігти втечі рабів з острова. Башта і батарея були захищені ровом з морською водою і підйомним мостом. Вежу й батарею видно здалеку на малюнку Великої гавані 1664 року, зробленому Віллемом Шеллінком. Вони стояли, поки не були зруйновані хвилями під час шторму 8 лютого 1821 року, і сьогодні залишився лише висічений у скелі рів батареї.
У 1644 році Джованні Медічі запропонував покинути форт Сент-Анджело в Біргу та побудувати новий форт на мисі Орсі. Новий форт мав би також називатися фортом Сент-Анджело, і мав би бути укомплектований гарнізоном старого форту. Медічі склав плани нової фортеці, але вони так і не були реалізовані.

### Конструкція та модифікації

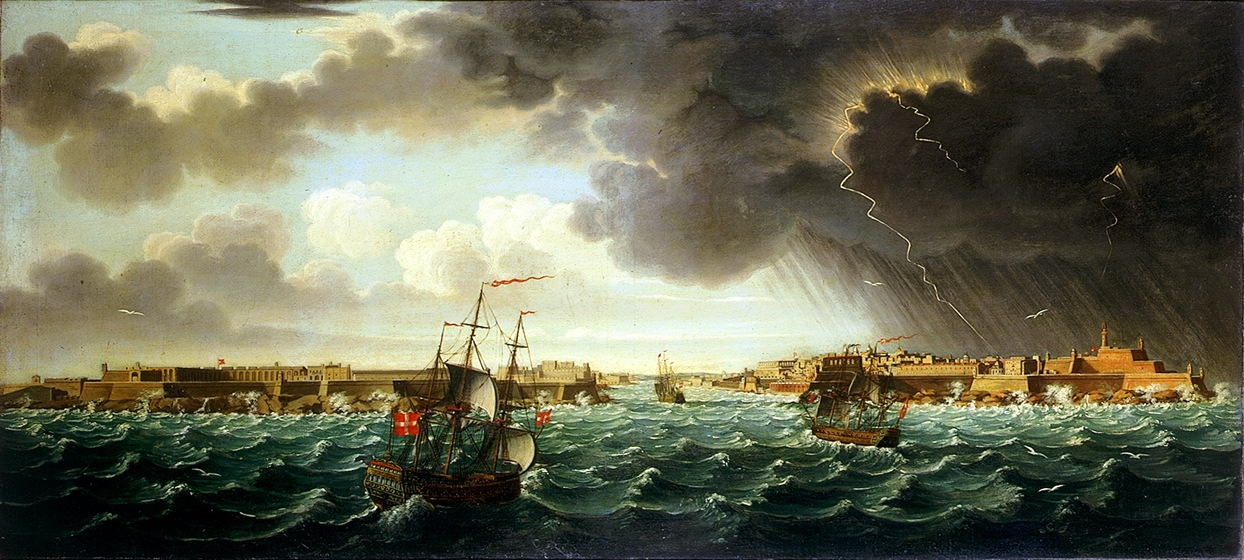
Картина, що показує вхід у Велику гавань Мальти в прибл. 1750 році, з фортом Рікасолі ліворуч і фортом Святого Ельма праворуч

У 1669 році побоювання османської атаки зросли після Кандійської війни, і наступного року великий магістр Ніколас Котонер запросив Антоніо Мауріціо Вальпергу, військового інженера Савойського дому, для покращення укріплень Мальти. Вальперга спроектував новий форт, який планували побудувати на мисі, і, незважаючи на деяку критику, рішення врешті-решт було схвалено. Флорентійський лицар Джованні Франческо Рікасолі пожертвував 20 000 скуді на будівництво форту, і тому форт назвали на його честь. Перший камінь було закладено 15 червня 1670 року, а початковими етапами будівництва керував сам Вальперга. У червні 1674 року в форті було розміщено гарнізон, хоча він був ще незавершеним. У 1681 році фламандський інженер Карлос де Грюненберг запропонував деякі зміни в проекті форту, і ці рекомендації були реалізовані. Казарми, каплиця та інші будівлі в межах форту були побудовані в 1680-х і 1690-х роках, і форт був офіційно оголошений завершеним і озброєним у травні 1698 року.
У 1714 році французькі інженери Якоп де Пюджіран де Тіньє, Шарль Франсуа де Мондіон і Філіп де Вандом розкритикували малий розмір бастіонів форту, які вони вважали неефективними. Де Тіньє запропонував низку змін, включаючи ремонт існуючих парапетів і амбразур, а також будівництво ретраншементу всередині форту. Вандом запропонував побудувати канал, що відокремить форт від материка. У 1722 році ремонт, запропонований де Тіньє, був здійснений, хоча виїмка і канал так і не були побудовані через брак коштів. До середини XVIII століття форт був у поганому стані, і в 1761 році було проведено деякі ремонтні роботи.
У 1785 році Рікасолі був озброєний вісімдесятьма гарматами, включаючи сорок одну 24-фунтову, що робило його найбільш озброєним фортом на Мальті. У 1790-х роках під керівництвом Антуана Етьєна де Тусара частина фортечної стіни була перебудована.
Форт також використовувався як в'язниця до будівництва виправної колонії Коррадіно.

## Французька окупація
Форт Рікасолі використовувався під час французького вторгнення на Мальту в червні 1798 року під час французьких революційних війн. У той час ним командував Балі де Тілє, а гарнізоном служили Каччіатори, які були добровольчим єгерським полком легкої піхоти. Форт відбив три атаки французів, перш ніж здатися. Це сталося після того, як великий магістр Хомпеш офіційно капітулював перед Наполеоном.
У подальшому мальтійському повстанні та блокаді форт залишився у руках французів. Він безперервно обстрілював батарею повстанців Сан-Рокко, яка знаходилася приблизно на відстані 700 м від нього.

## Британське панування

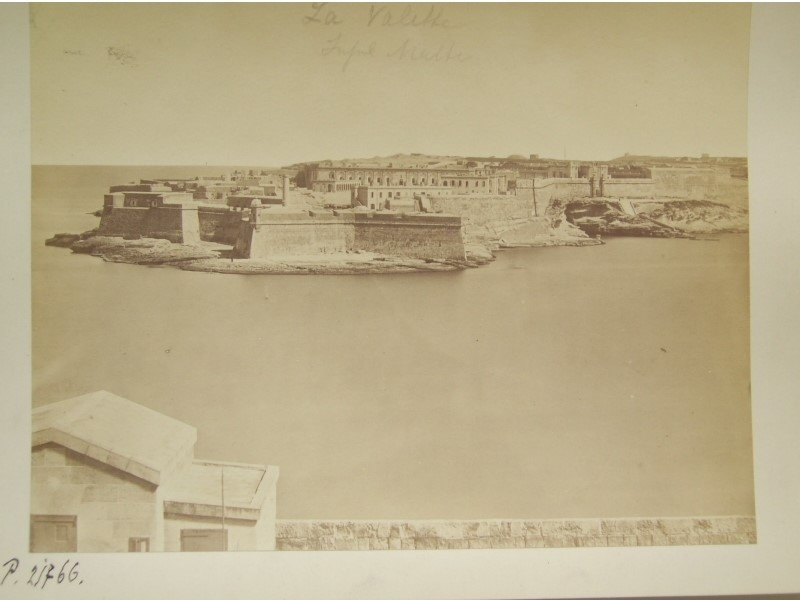
Фото форту Рікасолі кінця XIX або початку XX століття

Форт продовжував бути активним військовим об'єктом протягом британського періоду панування на Мальті. У 1807 році під час заколоту албанські солдати полку Фробберга повстали і зачинилися у форті Рікасолі. Незважаючи на спроби домовитися, вони зрештою підірвали головний пороховий склад, чим завдали значної шкоди форту. Заколот був придушений лояльними військами, а деякі заколотники були засуджені до страти військовим судом. Пошкоджені частини форту були відремонтовані, але не відновлені за їхнім первісним проектом. У 1829 році замість знищеного під час заколоту складу було створено новий.
Форт також використовувався як тимчасовий військово-морський шпиталь наприкінці 1820-х і на початку 1830-х років, до відкриття лікарні Бігі. Під час епідемії холери 1837 року пацієнтів, які заразилися хворобою в Оспіціо у Флоріані, перевели до Рікасолі. Більшість із них померли протягом кількох днів, і їх поховали на сусідньому кладовищі Wied Għammieq. Ще одна епідемія холери спалахнула в Рікасолі в 1865 році.

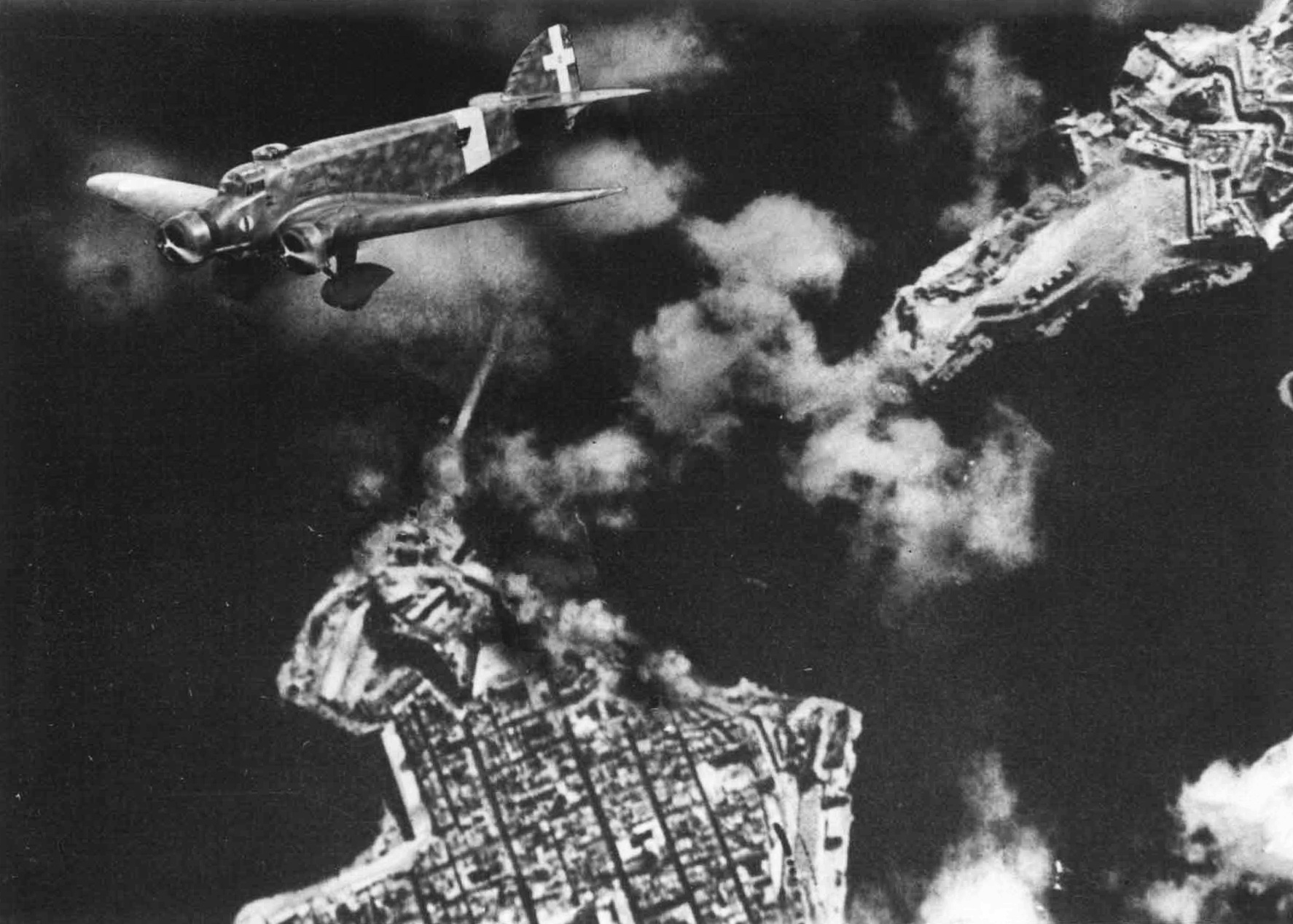
Італійський літак бомбардує Велику гавань у 1941 році, у верхньому правому куті видно Рікасолі. Можливо, це поєднання двох фотографій.

У 1844 році форт налічував 500 чоловік. У 1848 році сер Джон Фокс Бургойн оглянув укріплення Мальти і назвав Рікасолі «неприступним». У 1850-х роках у форт була введена артилерія більшого калібру, і протягом наступних десятиліть гармати неодноразово замінювалися. До 1878 року форт був повністю відремонтований, а до 1900-х років були встановлені нові гарматні точки, прожектори та торпедна станція. У 1930-х роках на бастіонах № 2, № 3 і № 4 було збудовано бетонні пожежні диспетчерські вежі, пізніше — прожектори.
Форт Рікасолі був активним в обороні Мальти під час Другої світової війни, а 26 липня 1941 року його гармати допомогли відбити італійську атаку на Велику гавань. У квітні 1942 року ворота та Губернаторський будинок були зруйновані бомбардуванням німецької авіації. Після війни форт був введений в експлуатацію як HMS Ricasoli між 1947 і 1958 роками і використовувався як військово-морські казарми. У 1958 році ворота були перебудовані, хоча проект дещо відрізнявся від початкового. Губернаторський будинок так і не реконструювали, в основному з фінансових причин. У 1949 році через негоду постраждав маяк біля форту. У 1964 році Адміралтейство передало контроль над фортом уряду Мальти.

## Новітня історія

### Промислове використання

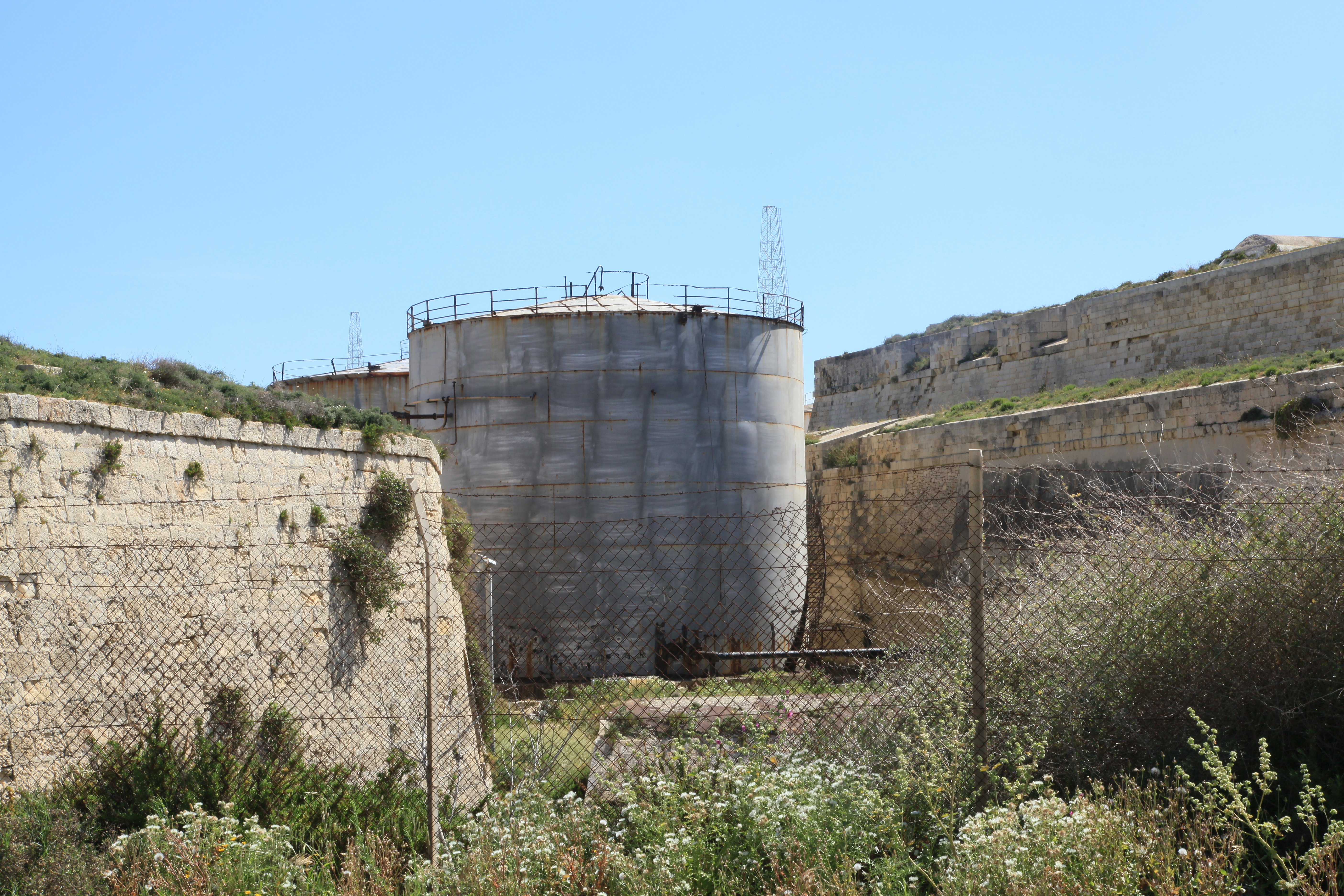
Нафтові резервуари в Рікасолі

Після того, як форт був переданий мальтійському уряду, він був спочатку покинутий, але пізніше став контейнерним складом для сировини, що надходить на Мальту. У 1976 році частину рову біля Лівого Равеліну було засипано, а Демі-Бастіон св. Домініка був пробитий, щоб звільнити місце для нової дороги.
У 1964 році рів форту став очисною фермою для Мальтійських сухих доків. Депо, яке відоме як Ricasoli Tank Cleaning Facilities, обробляє рідкі відходи з кораблів, що прибувають у Велику гавань, і видаляє нафту та інші хімікати перед викидом відходів у море. Підприємство було приватизовано в 2012 році і зараз знаходиться в управлінні Waste Oils Co. Ltd.
Територія навколо форту згодом стала індустріальним парком, який називали промислова зона Рікасолі на честь форту. Промислову зону було знесено у 2007 році, щоб звільнити місце для SmartCity Malta.

### Місце зйомок
Більшість форту здано в оренду Мальтійській кінокомісії, і він широко використовувався як місце для зйомок різних фільмів і серіалів. За останні роки в його стінах були побудовані величезні декорації для фільмів «Острів головорізів» (1995), «Гладіатор» (2000), «Троя» (2004), «Агора» (2009), «Наполеон» (2023). У цих фільмах форт відігравав роль Порт-Роялю, Рима, Трої, Александрії та Тулона відповідно. Форт також використовувався на зйомках фільмів «Кредо вбивці» (2016) і «Операція Ентеббе» (2018).
Телевізійні міні-серіали «Юлій Цезар» (2002) і «Олена Троянська» (2003) також були частково зняті у форті Рікасолі. Для Юлія Цезаря був побудований знімальний майданчик під назвою «Римська дорога», який був збережений і використаний для інших фільмів.
У першому сезоні екранізації серіалу Гра престолів Джорджа Р. Р. Мартіна HBO використовував різні частини форту як Червону фортецю.

### Сучасний стан

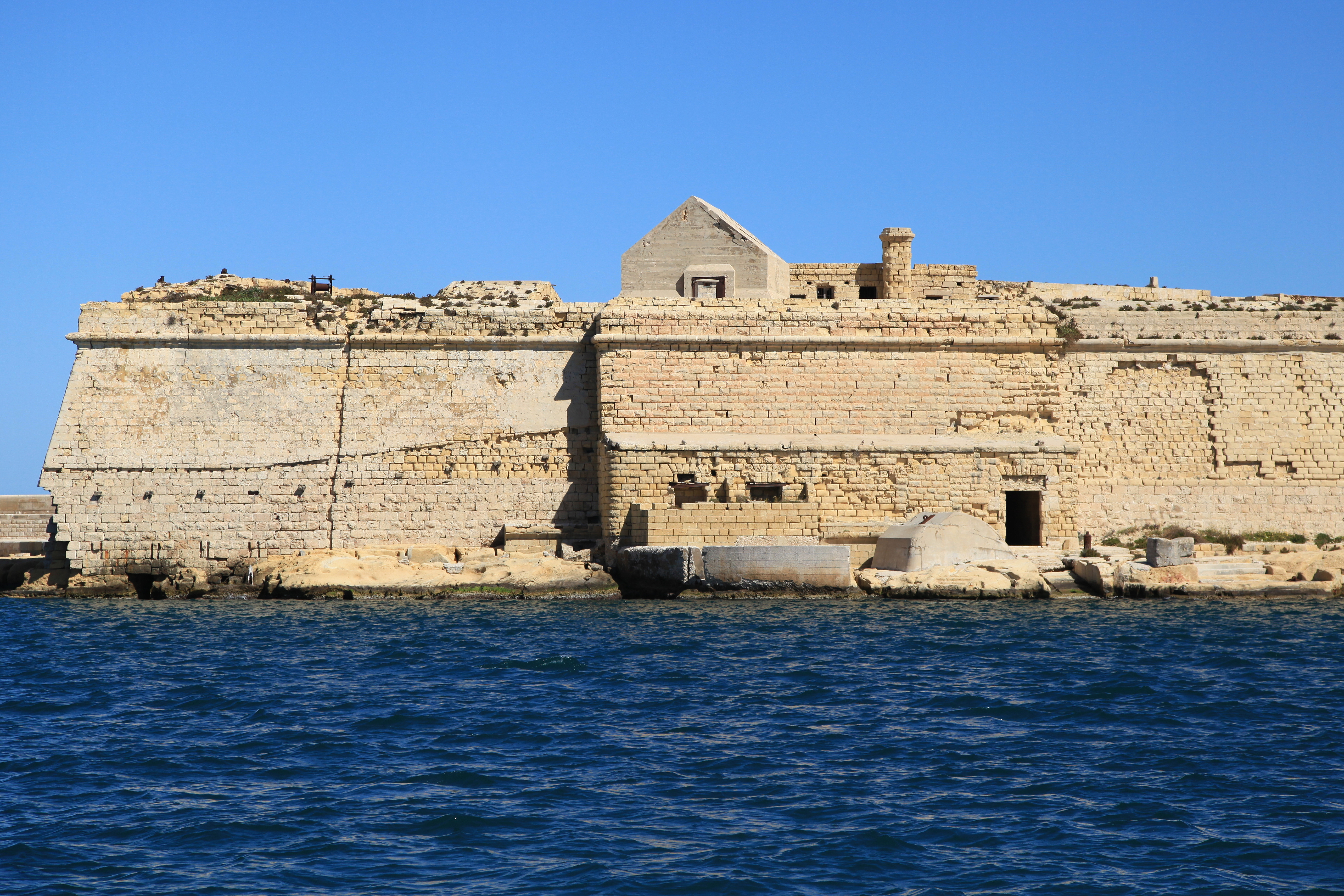
Вид на форт Рікасолі в 2013 році, де показано пошкодження, спричинені ерозією

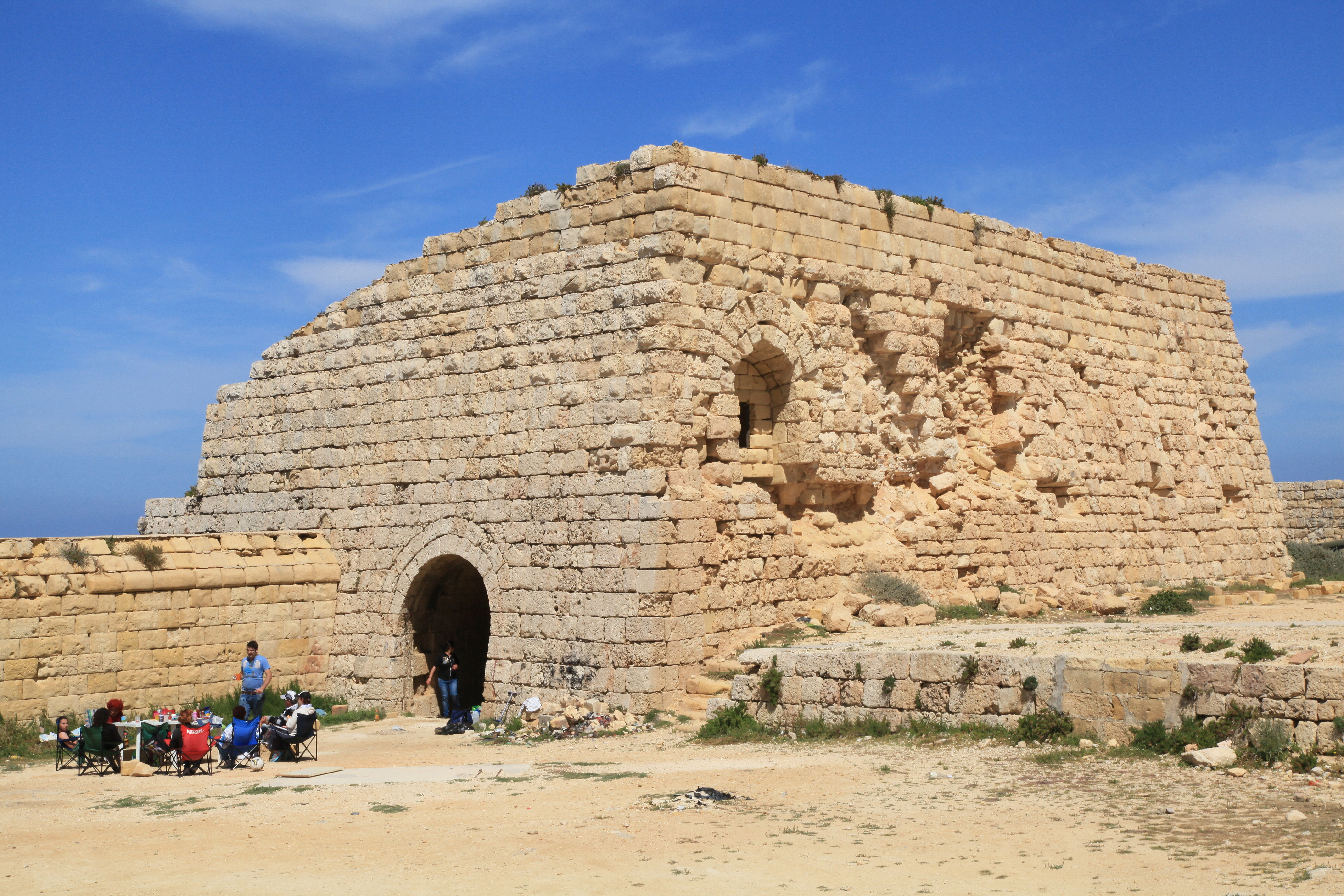
Контргард Св. Домініка, який частково зруйнувався

Сьогодні форт Рікасолі залишається майже недоторканим, хоча він і в напівзруйнованому стані. Мис, на якому він побудований, схильний до берегової ерозії, а деякі стіни між бастіонами № 3 і № 4 вже впали в море. У 2004 році відділ реставрації Міністерства ресурсів та інфраструктури видалив, відреставрував і знову приєднав частину стін форту, але нічого не було зроблено для відновлення всього форту.
У травні 2015 року Демократична альтернатива та деякі неурядові організації запропонували розділити кампус новоствореного Американського університету на Мальті між фортом Рікасолі та сусідніми фортами Сен-Рокко та Сан-Сальваторе. Цю пропозицію не було реалізовано, кампус має бути розділений між доком № 1 у Бормла та мисом Жонкор у Марсаскалі.
До 2018 року неурядові організації, що займаються спадщиною, неодноразово закликали відновити форт. Деякі роботи, спрямовані на залучення більшої кількості фільмів, почалися на початку 2019 року, а плани масштабних реставраційних робіт (спочатку подані до Управління планування в 2013 році) були затверджені в червні 2019 року Цей крок привітали громадські організації.

## План форта
Форт Рікасолі має неправильний план, що повторює берегову лінію півострова, на якому він побудований. Форт складається з бастіонного наземного фронту та його зовнішніх конструкцій, ансіонту, що виходить на море, і смуги, що виходить на затоку Рінелла Великої гавані.

### Сухопутний фронт

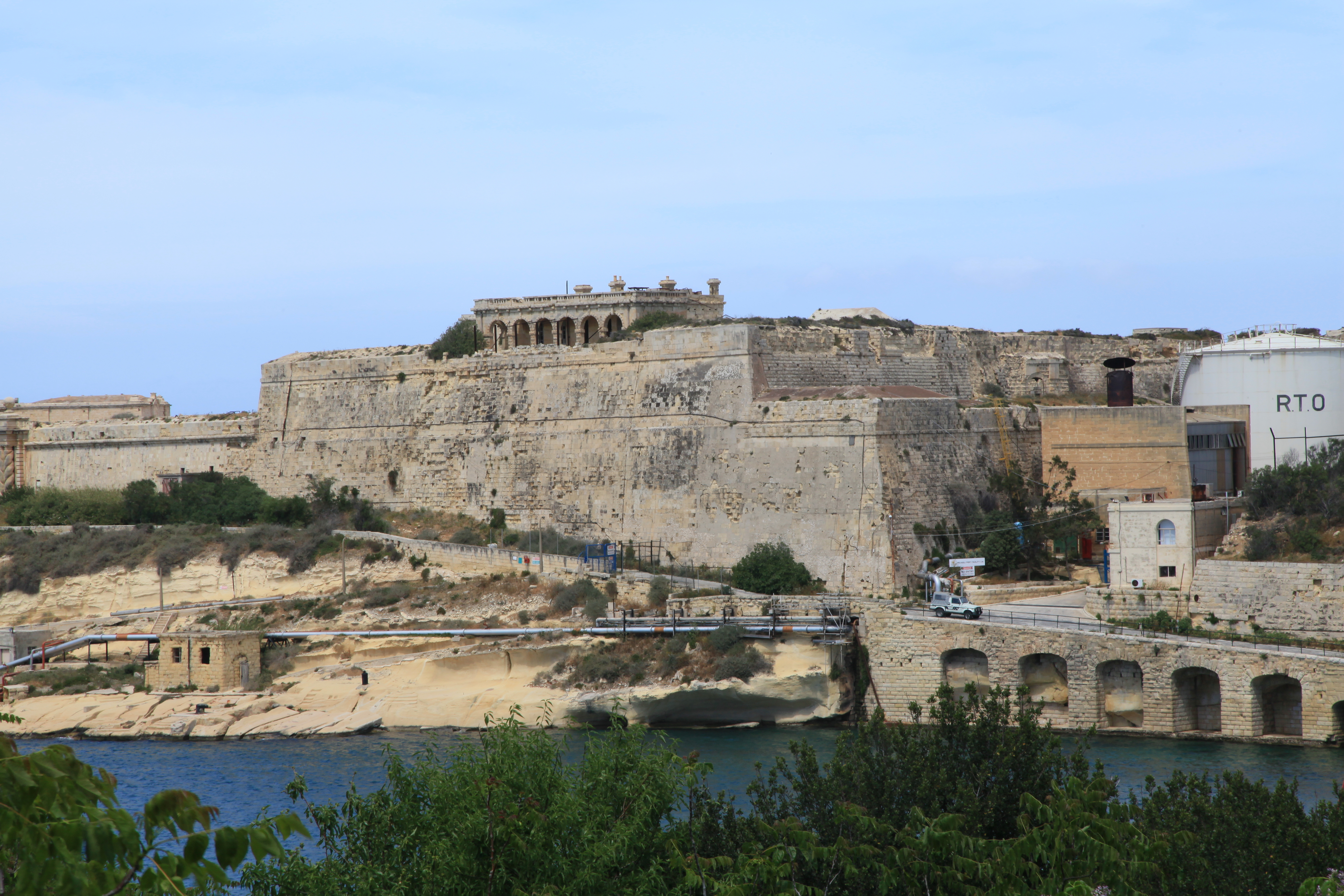
Напівбастіон Святого Іоанна

Сухопутний фронт складається з наступних бастіонів і напівбастіонів, які з'єднані разом куртинами:
- Напівбастіон Св. Домініка, також відомий як Лівий напівбастіон або Бастіон № 5 — напівбастіон на північному кінці сухопутного фронту. Він був пошкоджений під час заколоту Фробберга 1807 року, коли його склад було підірвано[52].
- Бастіон Святого Франциска, також відомий як Центральний бастіон або Бастіон № 6 — п'ятикутний бастіон у центрі сухопутного фронту. Він містить траверс і критий абрис[53].
- Напівбастіон Святого Івана, також відомий як Правий напівбастіон або Бастіон № 7 — напівбастіон на південному кінці сухопутного фронту[54].

Сухопутний фронт містить каземати, які використовувалися як казарми.

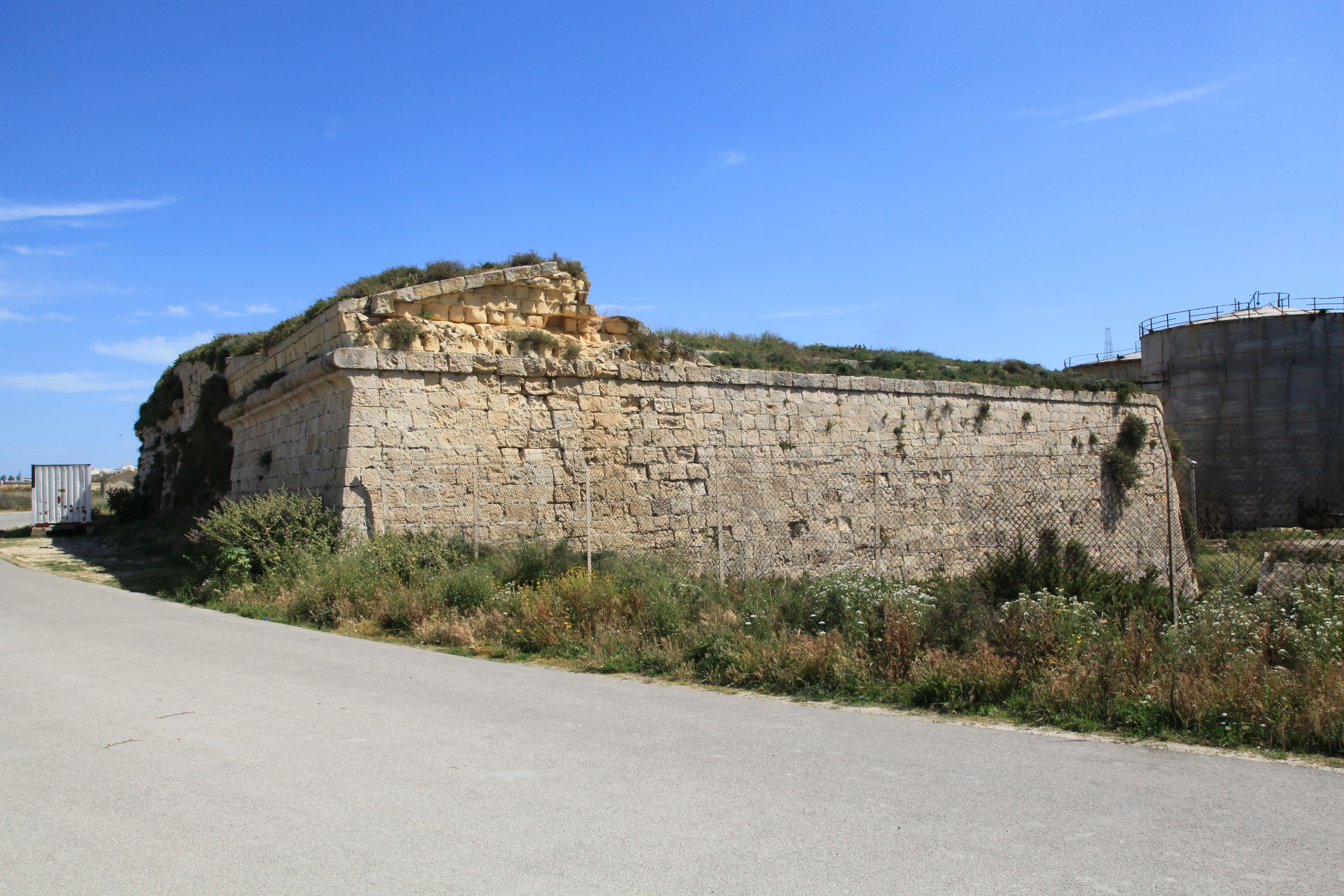
Лівий Равелін

Фронт землі додатково захищений наступними надбудовами :
- фосебрея у формі корони, що оточує весь сухопутний фронт[55];
- Контрагард Св. Домініка — казематований контргард біля лівого краю сухопутного фронту. Він був сильно пошкоджений дією морської води, половина конструкції зруйнувалася[56];
- два трикутні равеліни між бастіоном Св. Франциска та одним із півбастіонів[57]. Лівий Равелін містить 6-дюймову (152-мм) гарматну точку[58];
- два капоніри, що ведуть від сухопутного фронту до кожного з равелінів. Англійці внесли значні зміни в їх конструкції[59][60].

Надбудовані споруди оточені ровом, накриттям і гласисом.

### Морський фасад

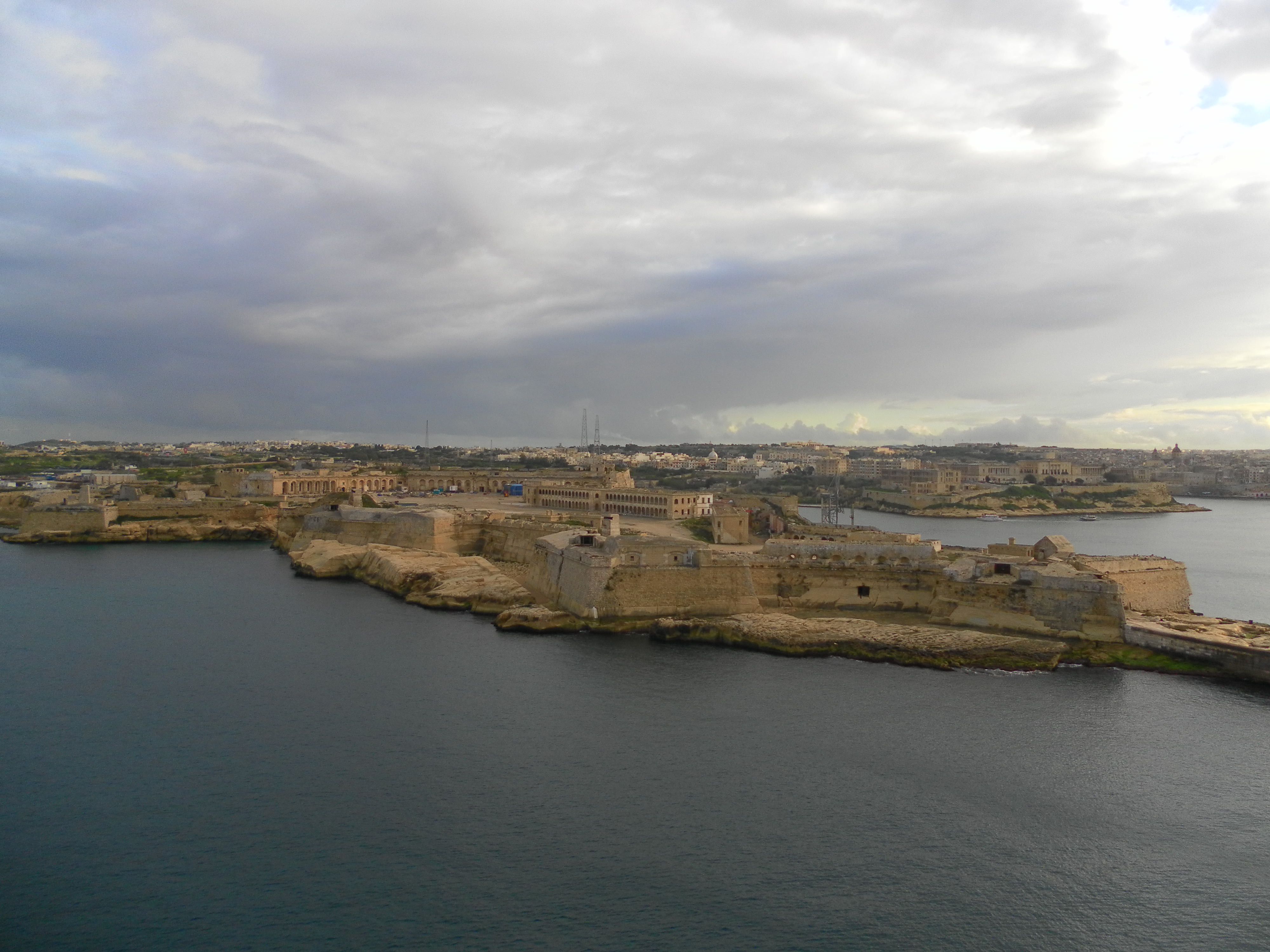
Фортечна стіна Рікасолі з боку моря

Фортечна стіна, що виходить на відкрите море, складається з наступних бастіонів і навісних стін:
- Бастіон № 1 — напівбастіон, з'єднаний з теналлю, утворюючи точкову батарею. Спочатку він містив бартизану, виступаючу вежу, але її було розібрано, щоб звільнити місце для керівної станції торпедної системи Бреннана. На торці бастіону розташована гарматна установка для 12,5-дюймової 38-тонної гармати RML[64].
- Куртина № 1 — куртина між бастіонами № 1 та № 2, в якій розміщена казематована батарея та прожектор[65].
- Бастіон № 2 — асиметричний бастіон, що містить амбразури та різні британські гарматні точки, магазини та вежу управління вогнем[66].
- Куртина № 2 — куртина між бастіонами № 2 та № 3, що містить амбразури, видатковий склад (де зберігалися боєприпаси, призначені для негайного використання) та прожекторну точку[67].
- Бастіон № 3 — плоский бастіон, що містить амбразури та різні британські гарматні точки, магазини та вежу управління вогнем[68].
- Навісна стіна біля бастіону № 4, що містить амбразури, магазини та порт для вилазки. Частина навісної стіни впала в море[69].
- № 4 Бастіон — невеликий бастіон, в якому розташовані гарматна позиція, магазин, укриття гарматного розрахунку та вежа керування вогнем[70].
- Куртина № 5 — стіна навісу між Бастіоном № 4 і Напівбастіоном Св. Домініка сухопутного фронту, що містить гарматні точки, магазини та укриття для стрілецької команди[71].

Від бастіона № 1 до № 3 тягнеться неглибокий скельний рів.

### Гавань

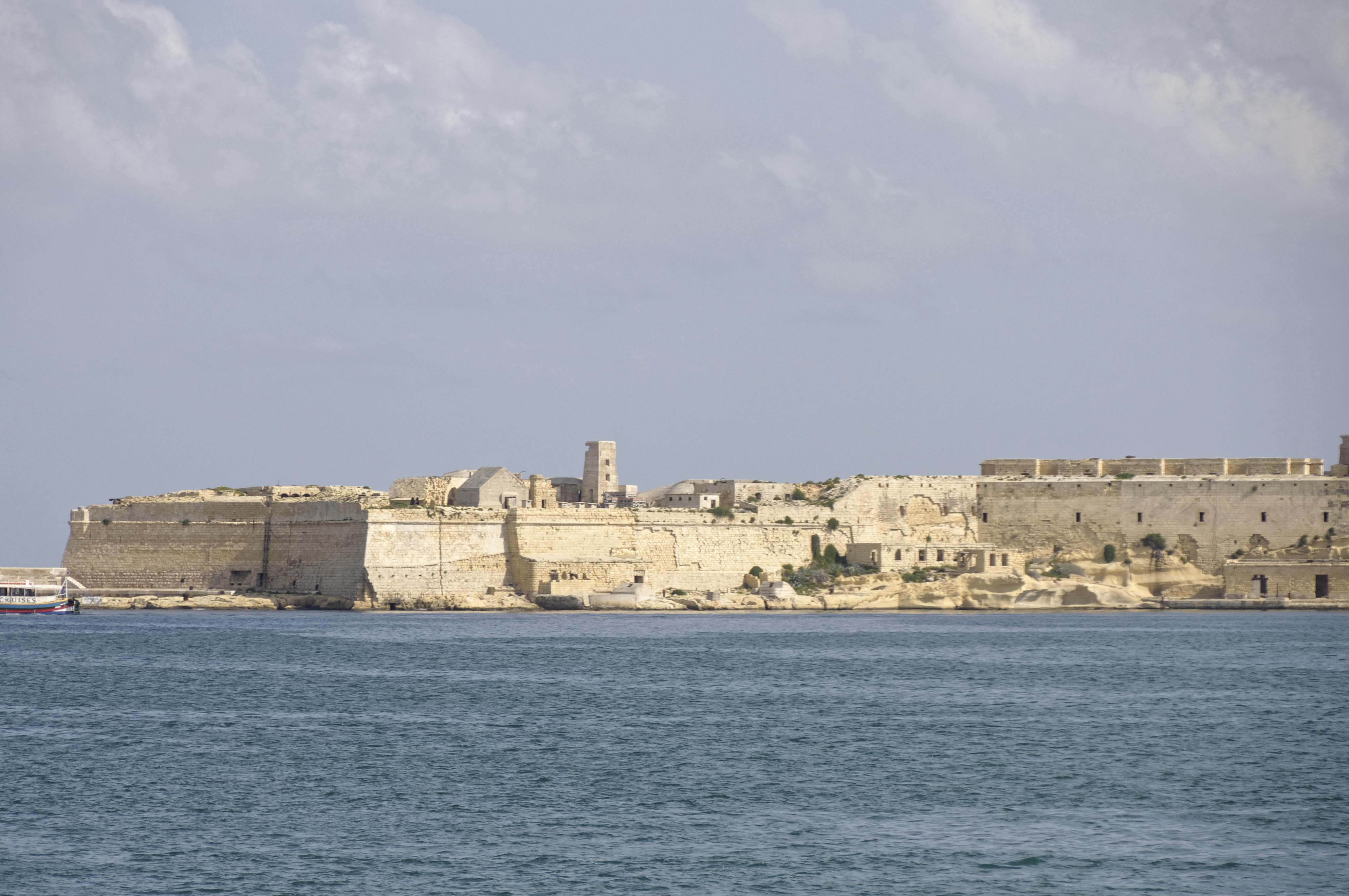
Частина форту Рікасолі, що виходить на гавань

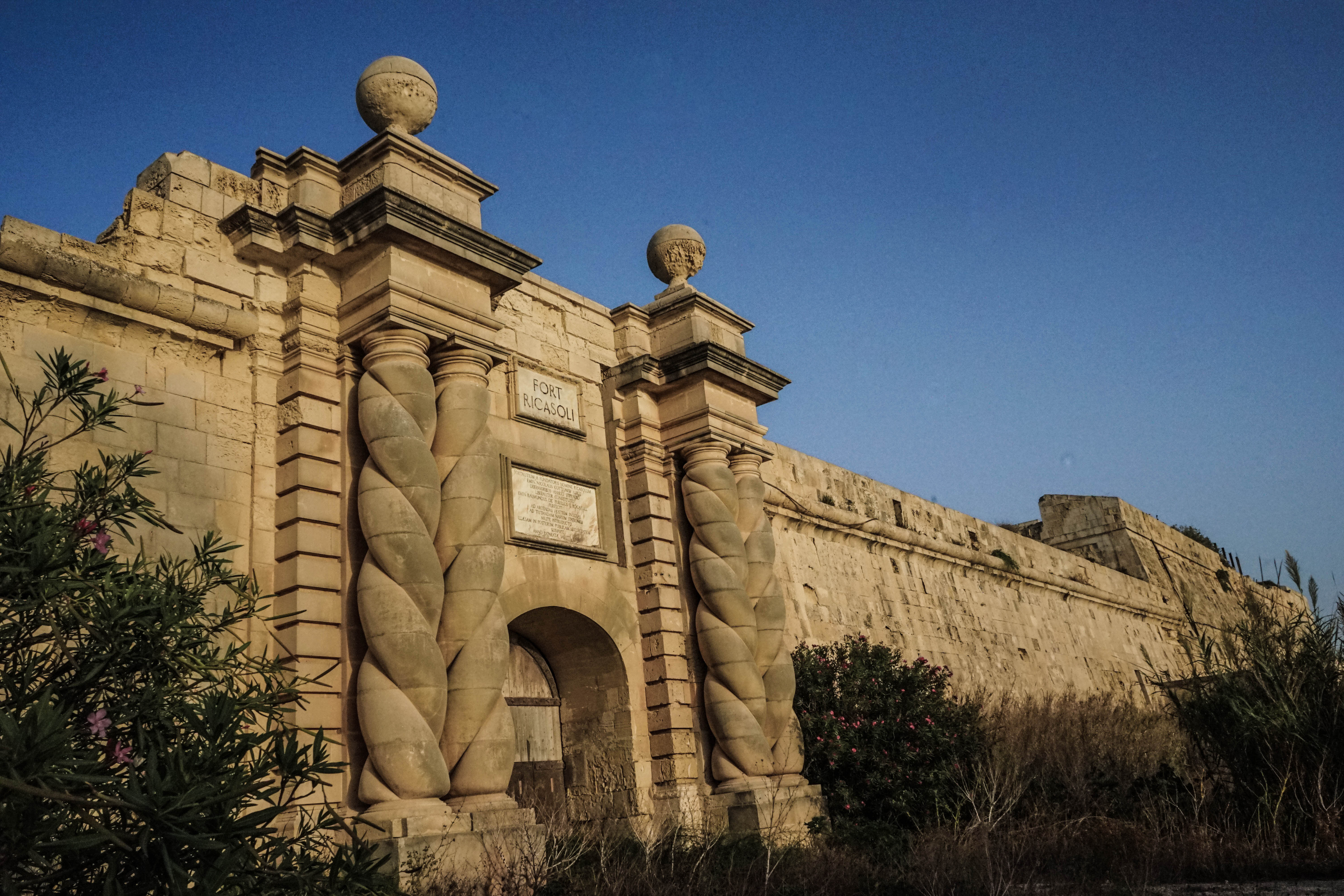
Головні ворота

Огородження вздовж затоки Рінелла складається з кріплення з високими стінами. Головні ворота форту розташовані всередині замку. Будинок губернатора (нині зруйнований) і каплиця Святого Миколи знаходяться в межах форту, недалеко від головних воріт. Напис на воротах вшановує урочисте відкриття форту в 1698 році та вихваляє великого магістра Переллоса.
Вирубаний у скелі рів батареї Орсі все ще можна побачити на північному кінці тенайля, на вершині півострова.
Британці побудували торпедну станцію Бреннан поблизу траси наприкінці XIX століття.